# TAAGアンゴラ航空462便墜落事故
TAAGアンゴラ航空462便墜落事故は、1983年11月8日にアンゴラのルバンゴで発生した航空事故である。ルバンゴ空港からクアトロ・デ・フェベレイロ空港へ向かっていたTAAGアンゴラ航空462便（ボーイング737-2M2）が離陸直後に墜落し、乗員乗客130人全員が死亡した。この事故は当時、アンゴラ史上最悪の航空事故で、ボーイング737-200で発生した事故としても最悪だった。

## 事故機
事故機のボーイング737-2M2（D2-TBN）は1982年4月29日に製造され、同年5月にTAAGアンゴラ航空に納入された。搭載されていたジェットエンジンはプラット・アンド・ホイットニー JT8D-17だった。

## 墜落までの経緯
462便はルバンゴ空港からクアトロ・デ・フェベレイロ空港へ向かう国内定期旅客便だった。現地時間15時20分ごろに452便はルバンゴ空港を離陸した。200フィート (61 m)まで正常に上昇したが、その後左に旋回しながら降下し始めた。そのまま機体は滑走路から800m地点に墜落し、炎上した。当初は150人が死亡したと報告されたが、130人に訂正された。

## 事故原因
アンゴラ全面独立民族同盟は、軍用機を地対空ミサイルで撃墜したとアンゴラ政府に対して声明を発表した。使用されたとミサイルはSAM-7と言われている。一方、アンゴラ政府は当初から撃墜や破壊工作については触れていなかった。当局によって行われた調査でもミサイルによる撃墜の証拠はなく、機械的故障が原因であると結論付けられた。